# Southwestern Bell Building
El Southwestern Bell Building es un rascacielos neogótico de 28 pisos y 121 metros construido para ser la sede de Southwestern Bell Telephone en el centro de la ciudad de San Luis, en el estado de Misuri (Estados Unidos). En el momento de su inauguración en 1926, era el edificio más alto del estado. Fue el más alto de Sn Luis hasta la inaugurción del Laclede Gas Building en 1969.
El edificio, que fue uno de los primeros en San Luis en utilizar retranqueos, tiene 17 techos individuales.
Su arquitecto fue Mauran, Russell & Crowell, quien también diseñó el Banco de la Reserva Federal de San Luis y el Railway Exchange Building. I.R. Timlin, arquitecto de la compañía de Southwestern Bell, fue arquitecto asociado en el proyecto.

## Galería

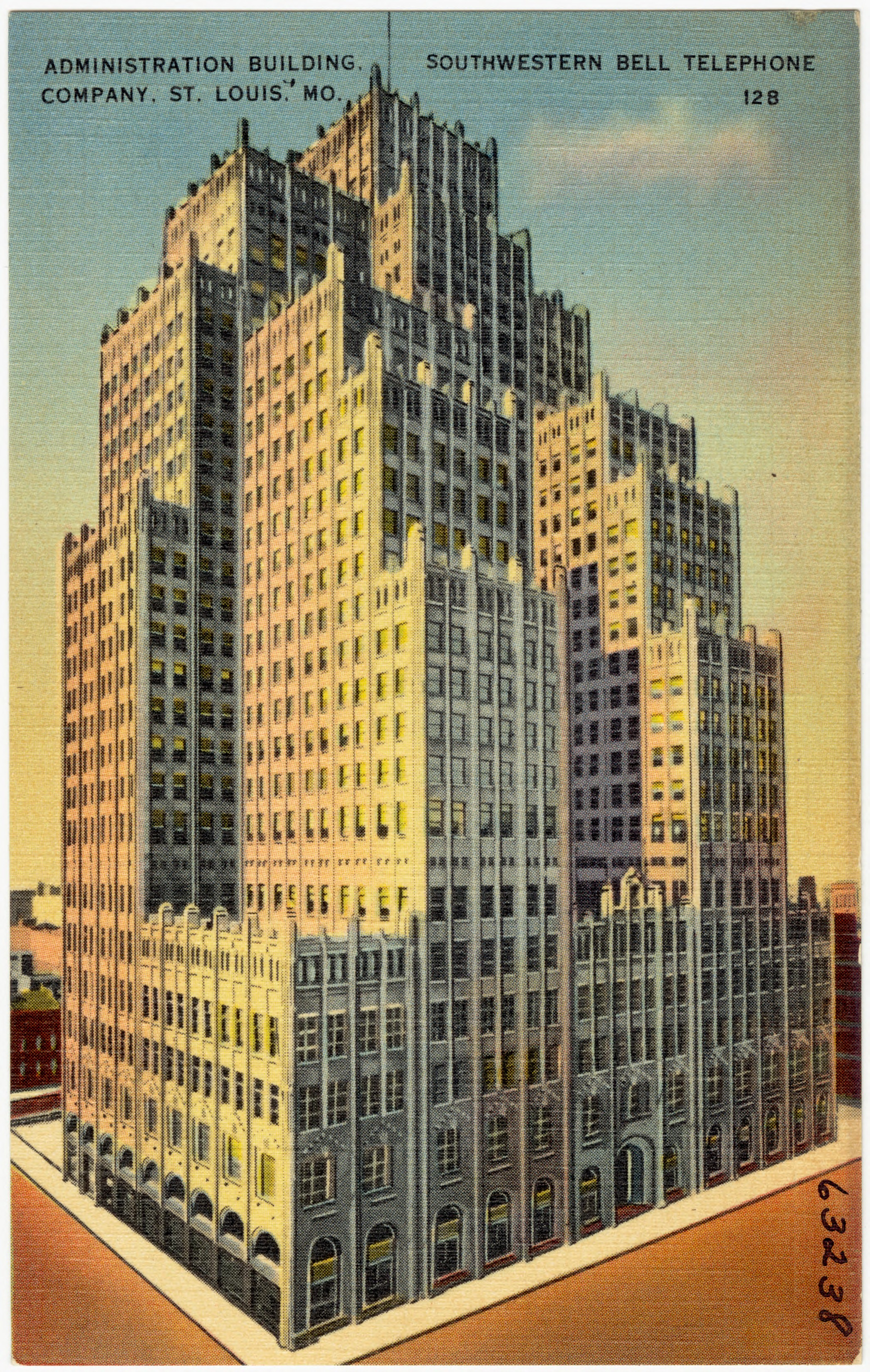
Postal de los años 1930
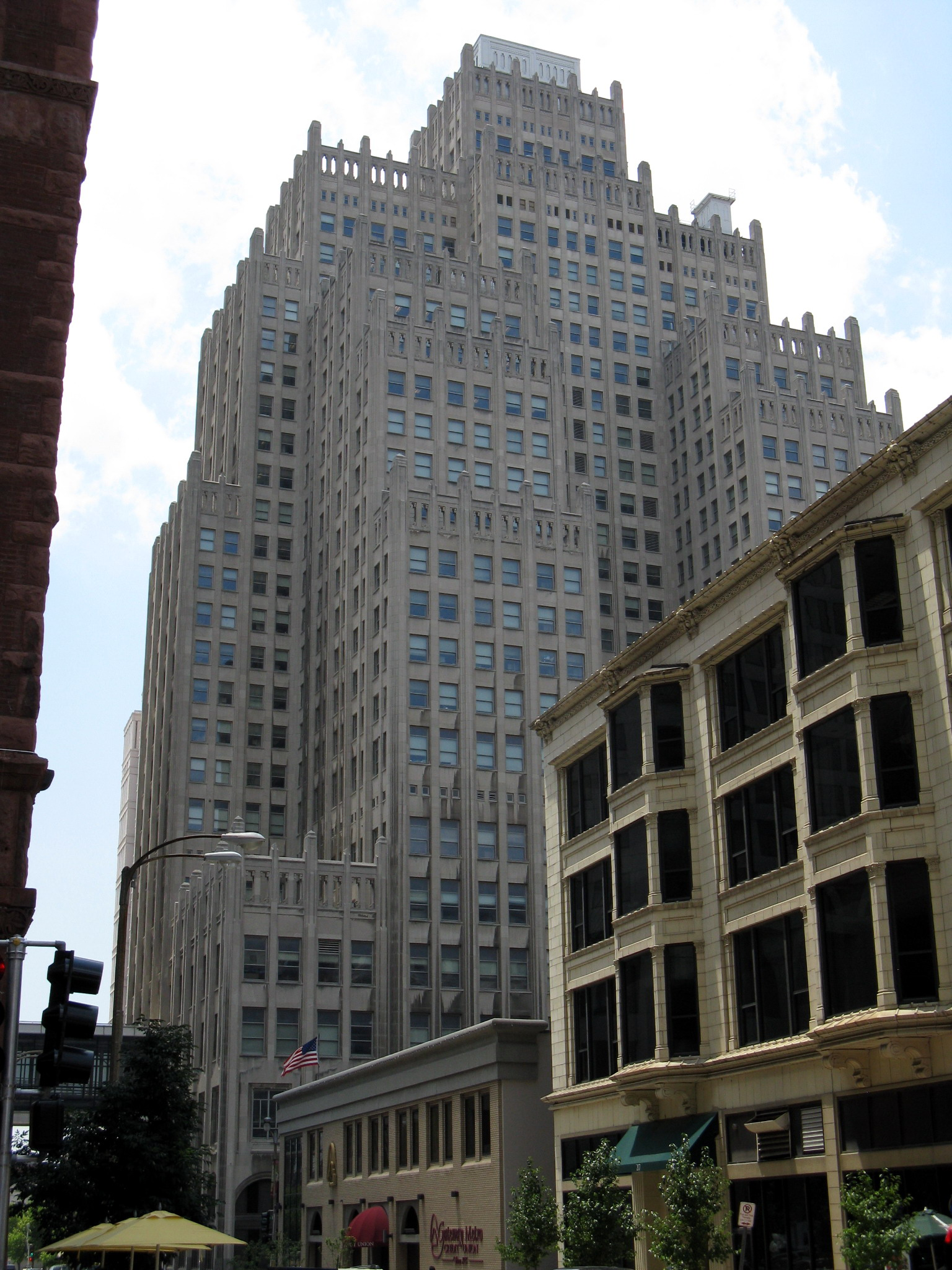
El Southwestern Bell Building desde la calle